# Rotorua (caldera)
La caldera di Rotorua è uno dei numerosi vulcani che popolano la zona vulcanica di Taupo nella Isola del Nord della Nuova Zelanda. 

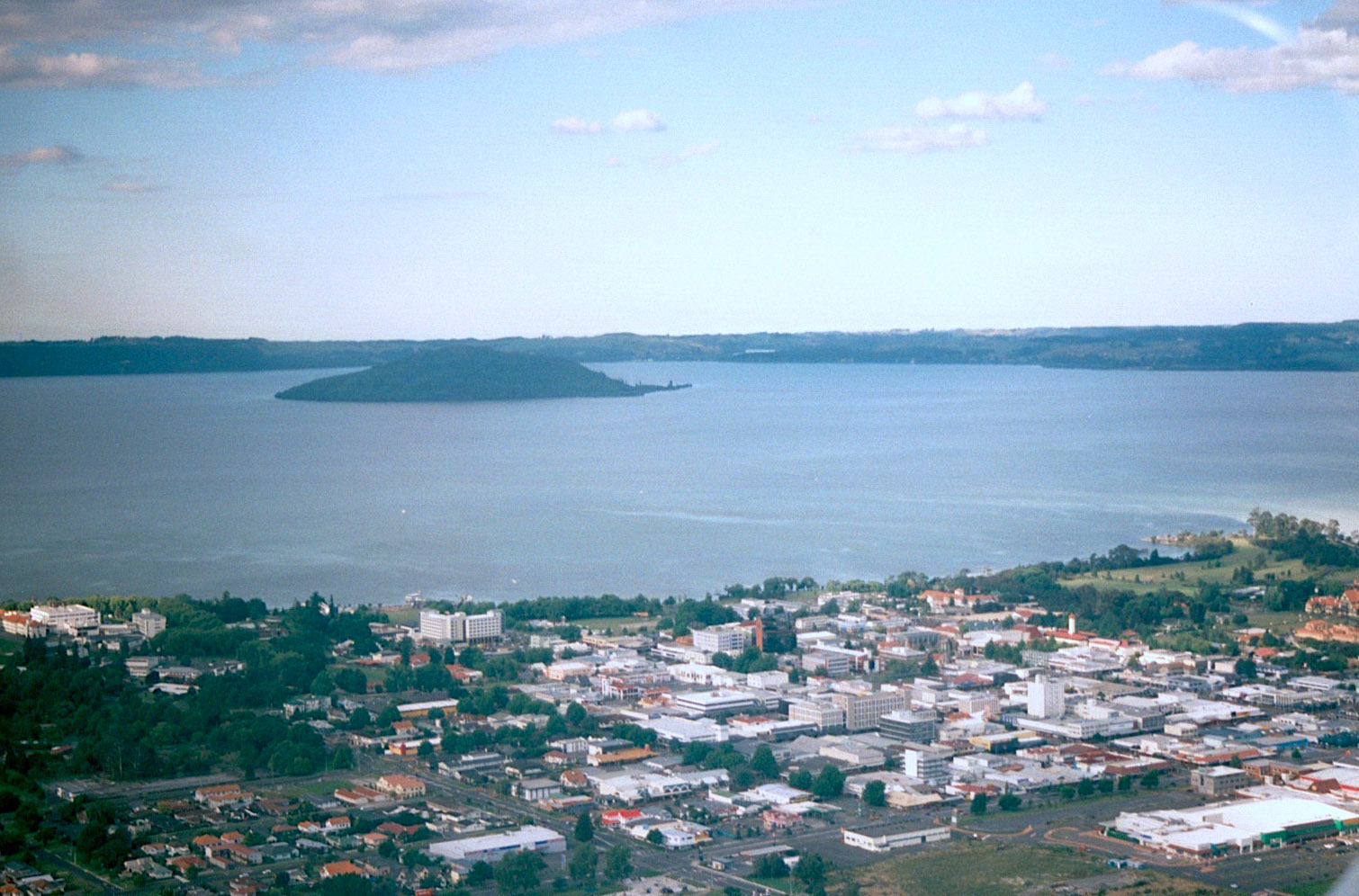
La cittadina di Rotorua, con il lago e l'isola Mokoia.

La sua ultima grande eruzione è avvenuta circa 220 000 anni fa. In quell'occasione, l'ignimbrite di Mamaku ricoprì un'area di circa 4000 km². Dopo l'eruzione, la camera magmatica sotto il vulcano crollò. La depressione circolare lasciata divenne l'attuale caldera di circa 22 km di diametro che è occupata dal lago Rotorua. L'isola Mokoia, vicino al centro del lago, non è altro che un duomo di riolite. Nella caldera sono presenti altre simili masse rocciose, come Hinemoa Point, Ngongotaha, Pohaturoa e Pukeroa. L'eruzione magmatica più recente si è verificata meno di 25 000 anni fa, creando alcuni duomi di lava più piccoli. Nell'area della caldera, è presente molta attività geotermica.